# Claremorris
Claremorris (irl. Clár Chlainne Mhuiris) – miasto w Irlandii w hrabstwie Mayo. Claremorris jest położone przy skrzyżowaniu dróg N17 i N60.